# Atraphaxis manshurica
Atraphaxis manshurica är en slideväxtart som beskrevs av Kitagawa. Atraphaxis manshurica ingår i släktet Atraphaxis och familjen slideväxter. Inga underarter finns listade i Catalogue of Life.